# قائمة أنواع السرطان
Tفيما يلي قائمة بأنواع السرطان. السرطان هو مجموعة من الأمراض التي تنطوي على زيادة غير طبيعية في عدد الخلايا، مع إمكانية انتشاره إلى أجزاء أخرى من الجسم. ليست جميع الأورام أو الكتل سرطانية؛ لا تُصنّف الأورام الحميدة ضمن السرطانات لأنها لا تنتشر إلى أجزاء أخرى من الجسم. هناك أكثر من 100 نوع مختلف من السرطانات التي تصيب البشر.
غالبًا ما يوصف السرطان حسب جزء الجسم الذي نشأ فيه. ومع ذلك، تحتوي بعض أجزاء الجسم على أنواع متعددة من الأنسجة، لذلك لمزيد من الدقة، تُصنّف السرطانات أيضًا حسب أنواع الخلايا التي نشأت منها الخلايا السرطانية. تشمل هذه الأنواع:
- سرطانة: السرطانات المشتقة من خلايا الظهارة. وتتضمن هذه المجموعة العديد من أنواع السرطان الأكثر شيوعاً لدى كبار السن، بما فيها سرطان الثدي، سرطان البروستاتا، سرطان الرئة، سرطان البنكرياس، سرطان القولون.
- ساركومة: السرطانات الناشئة عن نسيج الضام (أي عظم، غضروف، دهن، عصب)، والتي يتطور كل منها من خلايا تنشأ في لحمة متوسطة من الخلايا خارج النخاع العظمي.

- لمفوما وابيضاض الدم (اللوكيميا): تنشأ هاتان الفئتان من خلايا غير ناضجة تنشأ في نخاع العظم، وهي تهدف إلى التمايز الكامل والنضج إلى مكونات طبيعية من لجهاز المناعي والدمّ على التوالي. سرطان الدم الليمفاوي الحاد هو النوع الأكثر شيوعًا من سرطانات الأطفال، ويمثل حوالي 30% من الحالات.[2] ومع ذلك، فإن عدد البالغين الذين يصابون بالورم الليمفاوي وسرطان الدم أكبر بكثير من عدد الأطفال.
- ورم الخلية الجنسية: السرطانات المشتقة من الخلايا القادرة على التمايز، والتي تظهر غالباً في الخصية أو المبيض (الورم المنويوالورم الخللي الإنتاشي على التوالي).
- ورم أرومي: السرطانات المستمدة من خلايا "سلائف" غير ناضجة أو أنسجة جنينية. تكون الأورام الأرومية بشكل عام أكثر شيوعًا عند الأطفال عنها في كبار السن (مثل ورم الخلايا البدائية العصبية، ورم أرومة الشبكية، ورم ويلمز، ورم أرومي كبدي، ورم أرومي نخاعي، إلخ.).

تُسمّى بعض أنواع السرطان حسب حجم وشكل الخلايا تحت المجهر، مثل سرطان الخلايا العملاقة، والسرطان الخلوي المغزلي، وسرطان الخلايا الصغيرة.

## ساركومة العظام والعضلات
- ورم مينائي
- ساركومة غضروفية
- ورم حبلي
- ساركومة يوينغ
- Fibrocartilaginous mesenchymoma of bone
- ساركومة عضلية ملساء
- ساركوما متعددة الأشكال غير متمايزة في العظام/ساركوما العظام
- ساركومة مخاطية
- ساركوما عظمية
- الساركومة العضلية المخططة

## الدماغ والنظام العصبي
- ورم نجمي
- ورم جذع الدماغ الدبقي
- سرطان الضفيرة المشيمية
- ورم الخلايا النجمية المخيخية
- ورم الخلايا النجمية الدماغية
- ورم قحفي بلعومي
- ورم بطاني عصبي
- ورم عصبي عقدي
- ورم أرومي دبقي
- ورم دبقي
- الورم الأرومي الوعائي
- ورم أرومي نخاعي
- ورم سحائي
- ورم الخلايا البدائية العصبية
- ورم ليفي عصبي
- ورم الدبقيات القليلة التغصن
- ورم جنيب العقدة العصبية
- ورم الغدة الصنوبرية
- ورم الخلايا الصنوبرية
- ورم الأورمة الصنوبرية
- ورم الغدة النخامية
- ورم نجمي شعري الخلايا
- لمفومة الجهاز العصبي المركزي الأولية
- ورم الأديم العصبي الظاهر البدائي
- شفاني
- المسار البصري وورم تحت المهاد

## الثدي
- سرطان الثدي
- سرطانة قنوية لابدة موضعية
- سرطان الثدي
- سرطان القنوات الغازية
- سرطانة فصيصية غزوية
- سرطان أنبوبي
- سرطان الغدة النخامية الغازي في الثدي
- سرطانة نخاعية
- سرطان الثدي في الرجال
- ورم ورقي الشكل
- سرطان الثدي الإفرازي
- سرطان مخاطي في الثدي
- سرطان حلمة الثدي

## الغدد الصماء
- ورم القشرة الكظرية الغدي
- سرطان قشر الكظر
- ورم سرطاوي
- ورم غاستريني
- ورم غلوكاغوني
- ورم جزيري
- ورم خلايا الجزيرة (البنكرياس)
- سرطانة خلية مركل
- تكون الأورام الصماوية المتعددة
- سرطان البنكرياس
- سرطانة الغدة الجار درقية
- ورم القواتم
- ورم سوماتوستاتيني
- سرطان الغدة الدرقية
- فيبوما

## العين
- الورم الميلانيني الملتحمي
- ورم العصب البصري
- لمفوما محجرية
- ورم أرومة الشبكية
- ورم ميلانيني عنبي

## الجهاز الهضمي
- سرطان الشرج
- سرطان الزائدة الدودية
- سرطانة الأقنية الصفراوية
- ورم سرطاوي
- سرطان القولون
- سرطان الإثناعشر
- Extrahepatic سرطانة الأقنية الصفراوية
- سرطان الحويصلة الصفراوية
- سرطان المعدة
- ورم سرطاوي
- ورم معدي معوي (GIST)
- ورم أرومي كبدي
- سرطانة الخلية الكبدية
- سرطان البنكرياس، جزيرات البنكرياس
- سرطان القولون
- سرطان الأمعاء

## أمراض النساء والتوليد والجهاز البولي
- سرطان المثانة
- سرطان عنق الرحم
- سرطانة مشيمائية
- سرطان جنيني
- سرطان بطانة الرحم
- ورم جيب الأديم الباطن
- خارج الغدد التناسلية ورم الخلية الجنسية
- سرطان قناة فالوب
- مرض ورم الأرومة الغاذية الحملي
- سرطان الكلية
- ورم خلية لايديغ
- سرطان المبيض
- سرطان المبيض (ورم لحموي-سطح طلائي)
- أورام الخلايا المنتشة في المبيض
- سرطان القضيب
- سرطان البروستاتا
- سرطانة الخلية الكلوية
- سرطان حوض الكلية والحالب والخلايا الانتقالية*
- ورم منوي
- ورم مصلي
- ورم خلايا سيرتولي
- ورم مسخي
- سرطان الخصية
- سرطانة الخلايا الانتقالية(سرطانة الخلايا الانتقالية)
- الحالب والحوض الكلوي
- سرطان إحليلي
- ساركوما رحمية
- سرطان المهبل
- سرطان الفرج
- ورم ويلمز (ورم أرومي كلوي)

## الرأس والرقبة
- سرطان المريء
- سرطان الرأس والعنق
- سرطان البلعوم الأنفي
- سرطان الفم
- سرطان فموي بلعومي
- سرطان الجيوب الأنفية والتجويف الأنفي
- سرطان الرأس والعنق
- ورم الغدة اللعابية
- سرطان البلعوم السفلي

## الخلايا المكونة للدم
- ابيضاض الدم الحاد ثنائي النمط
- لويكيميا يوزينية حادة
- لوكيميا الأرومة اللمفاوية الحادة
- لوكيميا نخاعية حادة
- لمفوما الخلايا القاتلة الطبيعية الأرومية
- لمفومة متعلقة بالإيدز
- ورم الخلايا الكبيرة المتحولة الليمفاوي
- لموفوما الخلايا التائية ذات الأرومات المناعية الوعائية
- ابيضاض الدم بطلائع الخلايا الليمفاوية البائية
- لمفوما بيركت
- ابيضاض الدم الليمفاوي المزمن
- ابيضاض المحببات المزمن
- لمفوما جلدية تائية الخلايا
- لمفوما الخلية البائية الكبيرة المنتشرة
- لمفوما جريبية
- ابيضاض المشعر الخلاي
- لمفومة الخلايا التائية الكبدية الطحالية
- لمفوما هودجكين
- اللمفوما داخل الأوعية
- سرطان الدم الليمفاوي الحبيبي الكبير
- وجود الغلوبيولين الكبروي في الدم المنسوب لفالدنشتروم
- ورم حبيبي لمفاوي
- لمفومة الخلية القشرية
- لمفومات الخلايا البائية في المنطقة الهامشية
- ابيضاض الدم في الخلايا البدينة
- لمفومة الخلية البائية المنصفية الأولية
- ورم نخاعي متعدد
- متلازمة خلل التنسج النخاعي
- لمفوما النسيج اللمفاوي المرتبط بالمخاطيات
- فطار فطراني
- لمفوما بائية الخلايا للمنطقة الهامشية العقدية
- لمفوما لاهودجكينية
- سرطان الدم الليمفاوي السلائفي من النوع B
- لمفومة الجهاز العصبي المركزي الأولية
- الورم اللمفاوي الجريبي الجلدي الأولي
- الورم المناعي الجلدي الأولي
- لمفوما الانصباب البدئي
- لمفوما الأرومات البلازمية
- مرض سيزاري
- لمفوما المنطقة الهامشية الطحالية
- سرطان الدم الليمفاوي الخلوي التائي

## الجلد
- سرطان الخلايا القاعدية
- سرطانة حرشفية الخلايا
- سرطان الجلد حرشفي الخلايا
- أورام ملحقات الجلد (مثال: سرطانة زهمية)
- ورم ميلانيني
- سرطانة خلية مركل
- الشوكوم القرني
- الساركوما ذات المنشأ الجلدي الأولي (مثال: ساركومة ليفية جلدية حدبية)
- الأورام اللمفاوية ذات المنشأ الجلدي الأولي (مثال: فطار فطراني)

## ساركوما الأنسجة الرخوة
- ساركومة وعائية
- ساركومة ليفية
- ساركومة شحمية
- ورم خبيث في غمد العصب الطرفي
- ساركومة زليلية
- الورم الأرومي

## الصدري والتنفسي
- سرطانة غدية رئوية
- سرطان الخلايا الحرشفية القاعدية في الرئة
- ورم غدي/ورم سرطاوي
- سرطان الخلايا العملاقة في الرئة
- سرطان الرئة ذو الخلايا الكبيرة
- سرطانة الخلايا الكبيرة في الرئة مع نمط ظاهري عصوي
- سرطان الحنجرة
- ورم المتوسطة
- سرطان الرئة
- سرطانة الرئة غير صغيرة الخلايا
- ورم أرومي جنبي رئوي
- سرطان الرئة الساركوماتوئيدي
- سرطان الخلايا الصغيرة
- سرطانة حرشفية الخلايا الرئوية
- الغدة الزعترية وسرطان الغدة الزعترية

## متعلق بفيروس نقص المناعة البشرية/الإيدز
- إيدز
- ساركوما كابوزي

## غير مصنفة (بعد)
- الورم البطاني الوعائي الظهاراني (EHE)
- ورم الخلايا الصغيرة المستديرة الصلد
- هشاشة العظام
- ساركوما كابوزي
- الورم اللمفاوي
- سرطان القولون والمستقيم